# Municipio de Dixon (Illinois)
El municipio de Dixon (en inglés: Dixon Township) es un municipio ubicado en el condado de Lee en el estado estadounidense de Illinois. En el año 2010 tenía una población de 17993 habitantes y una densidad poblacional de 228,84 personas por km².

## Geografía
El municipio de Dixon se encuentra ubicado en las coordenadas 41°52′4″N 89°27′34″O / 41.86778, -89.45944. Según la Oficina del Censo de los Estados Unidos, el municipio tiene una superficie total de 78.63 km², de la cual 75.39 km² corresponden a tierra firme y (4.12%) 3.24 km² es agua.

## Demografía
Según el censo de 2010, había 17993 personas residiendo en el municipio de Dixon. La densidad de población era de 228,84 hab./km². De los 17993 habitantes, el municipio de Dixon estaba compuesto por el 85.39% blancos, el 9.02% eran afroamericanos, el 0.22% eran amerindios, el 0.97% eran asiáticos, el 0.03% eran isleños del Pacífico, el 2.61% eran de otras razas y el 1.75% pertenecían a dos o más razas. Del total de la población el 6.1% eran hispanos o latinos de cualquier raza.